# Abfallwirtschaft in China

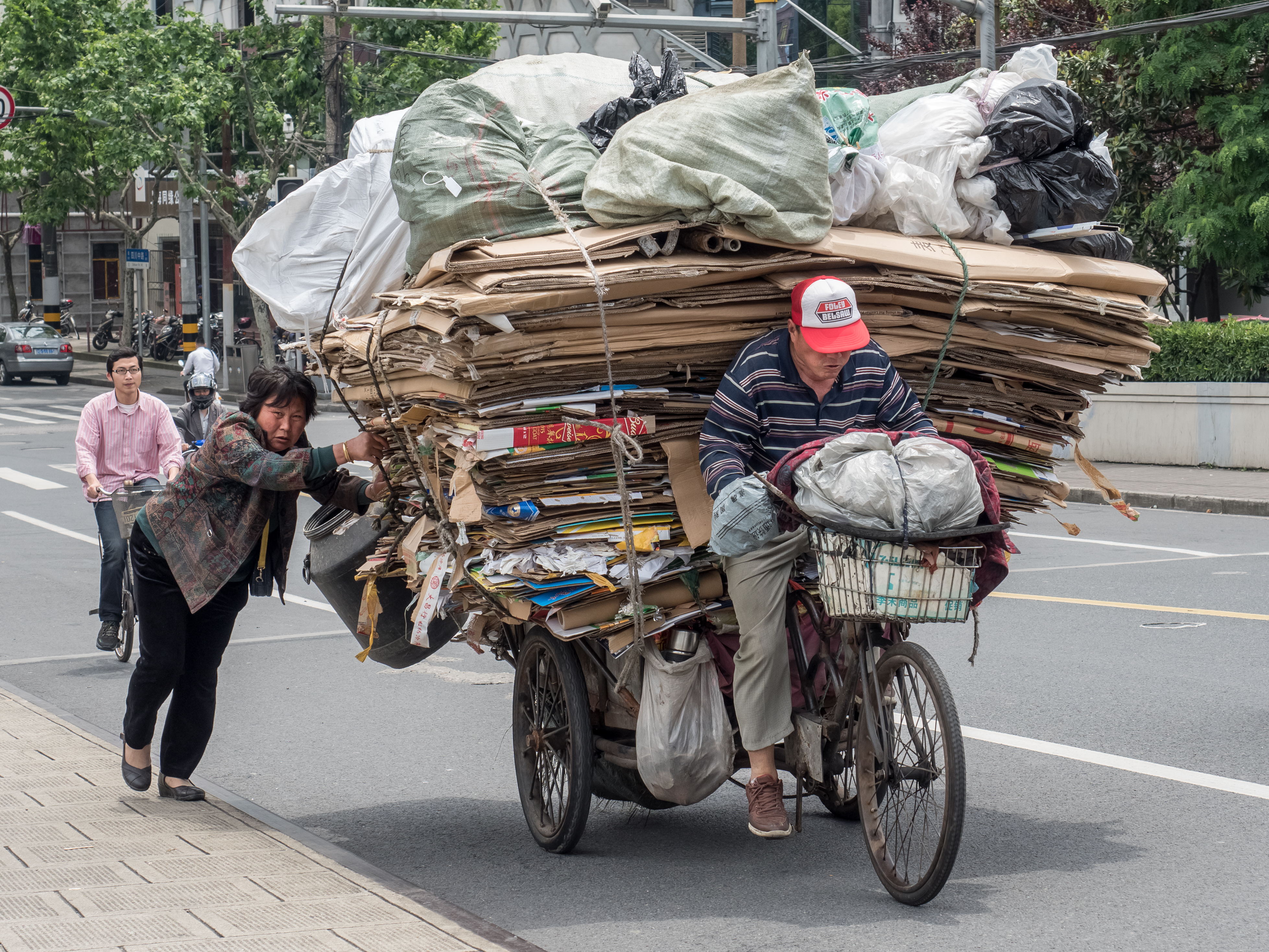
Transport von Recyclingmaterial auf einem Lastenfahrrad in Shanghai

Die Abfallwirtschaft in China ist eine staatliche Aufgabe, die in den Kompetenzbereich des Ministeriums für Ökologie und Umwelt (MEE) und des Ministeriums für Wohnungswesen und Städtebau (MOHURD) fällt. Abfallwirtschaft umfasst neben der Vermeidung und Verwertung die Beseitigung von Abfällen. Als weltweit größter Produzent von Abfällen und weltweit größter Müll-Importeur hat dieser Wirtschaftszweig in der Volksrepublik China in den letzten Jahrzehnten an Bedeutung gewonnen. Rund 56 % der weltweit exportierten Plastikabfälle landeten 2012 in China. Das entsprach 9 Mio. t Plastikmüll. 2017 hat China ein Importverbot von 24 Abfallarten erlassen;  der Import von Plastikmüll im ersten Halbjahr 2018 reduzierte sich um 56 %.

## Geschichtlicher Hintergrund
In den 1970er Jahren wurde der Abfall in hohem Maße wiederverwertet, so dass keine Deponien in den Großstädten notwendig waren. Der Hausmüll wurde fast vollständig dem Wirtschaftskreislauf zugeführt und galt damit als vorbildlich. Für Fäkalien waren 7 Millionen Biogasanlagen im Jahr 1981 in Betrieb. Jedoch wurde Sondermüll nicht dem technischen Standard dieser Zeit entsprechend behandelt und gelagert, so dass eine massive Boden- und Grundwasserverschmutzung gegeben war. Industrieabfälle wurden einfach in Flüsse geleitet oder auf Felder gekippt. Kläranlagen bestanden fast keine. Kaum geklärt war der Verbleib von nicht rückführbaren Abfällen, wie stark verschmutztem Altöl, Farbstofffehlchargen usw. Feste Abfälle werden erst seit dem Jahr 1979 in Städten und seit 2000 auf Kreisebene erfasst. Mit der Verabschiedung des Umweltschutzgesetzes im Jahr 1979 und dem Beginn der Wirtschaftsentwicklung erhielt das Thema Abfallwirtschaft Aufmerksamkeit durch die chinesische Regierung. Erste Mülldeponien wurden ab 1985 gebaut. Standards für die Abfallablagerungstechnologien wurden im Jahr 1988 erlassen. Gesetzlich wurde die Abfalllagerung im Jahr 1996 geregelt. Ab dem Jahr 2001 wurden große geordnete Mülldeponien in der Küstenregion errichtet.

## Umfang
Im Jahr 2014 erzeugte das Land bereits ein Volumen von 179 Mio. Tonnen (t) städtischem Siedlungsabfall, welches sich bis zum Jahr 2016 auf 203,6 Mio. t erhöhte. Nicht erfasst werden ca. 8 bis 10 % des Mülls, weil dieser Teil von Müllsammlern entsorgt wird. Das Volumen an industriellem Festmüll lag im Jahr 2016 bei 3,09 Mrd. t und bei Sondermüll bei 53,5 Mio. t. Prognosen zufolge steigen die jährlichen Siedlungsabfallmengen Chinas bis zum Jahr 2030 auf über 480 Mio. t. Im Jahr 2000 waren es noch rund 118 Mio. t. Die Provinz Guangdong war im Jahr 2016 unter allen Provinzen der größte Abfallproduzent Chinas mit rund 23 Mio. t Abfall. Diese Zunahme der Abfallmengen ist auf die zunehmende Urbanisierung, rasche wirtschaftliche Entwicklung sowie die Müll-Importe zurückzuführen. Diese Entwicklungen erfordern die Weiterentwicklung von Abfallentsorgungsmöglichkeiten und Investitionen in die Abfallwirtschaft. Im Vordergrund steht der massive Ausbau von Müllverbrennungsanlagen sowie die Reduktion von Deponien, respektive wilden Deponien.

## Organisationsstruktur

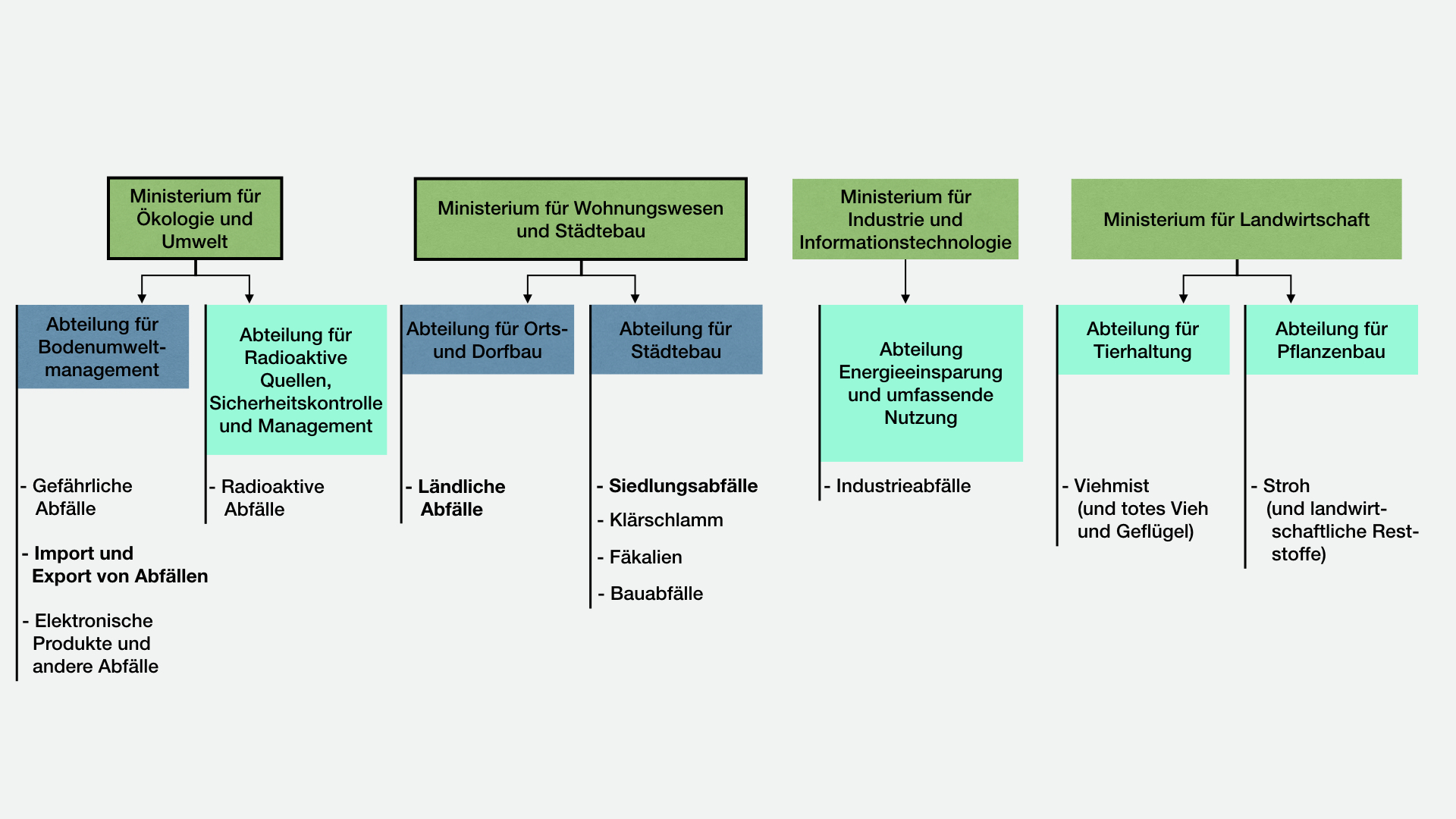
Chinesische Ministerien verantwortlich für die Abfallindustrie in China

Zentrale Regierungsinstitutionen, regionale und lokale Behörden sowie je nach Art des Abfalls das jeweils zuständige Ministerium sind für das Abfallmanagement verantwortlich. Es existieren zwei zuständige Ministerien: das Ministerium für Ökologie und Umwelt und das Ministerium für Wohnungswesen und Städtebau. Das Ministerium für Ökologie und Umwelt übernimmt die allgemeine Verwaltung und Überwachung von allen Abfallarten. Das Ministerium für Wohnungswesen und Städtebau formuliert die Gesetze und Vorschriften für die technischen Standards der Abfallentsorgung und Deponierung. Für Siedlungsabfälle ist das Ministerium für Wohnungswesen und Städtebau zuständig und für den Import und Export von Abfällen die Abteilung Bodenumweltmanagement des Ministeriums für Ökologie und Umwelt. Industrieabfälle werden durch das Ministerium für Industrie und Informationstechnologie (MIIT) geregelt.

## Abfallentsorgung
Zunehmende Verstädterung und hohes Wirtschaftswachstum haben in den ersten beiden Jahrzehnten des 21. Jahrhunderts dazu geführt, dass die Menge an Siedlungsabfall in China jährlich um 9 % gewachsen ist. In manchen Städten wie Peking lag sie im Jahr 2015 bei rund 15 % bis 20 %. Im Jahr 2014 erreichte der Siedlungsabfall in China bereits ein Volumen von 179 Mio. t. Siedlungsabfall wurde dabei überwiegend durch Deponierung und Verbrennung entsorgt. Im Jahr 2015 lag die Müllentsorgung durch Deponien bei 63,7 % und durch Verbrennung bei 34,3 %.

### Deponierung
Laut Schätzungen des Shanghai Environmental Sanitation Engineering Design Institute gibt es mehr als 10.000 technisch minderwertige Deponien in China. Allein Peking besitzt rund 1000 davon. Die größte Deponie Chinas befindet sich laut der Kommission zur Kontrolle und Verwaltung von Staatsvermögen (SASAC) des Staatsrats der VR China in der regierungsunmittelbaren Stadt Chongqing mit einer Fläche von insgesamt knapp 420 Hektar.
Aufgrund mangelnder Flächen und der illegalen Deponien haben sich die Städte Peking, Shenzhen und Shanghai das Ziel gesetzt, ab 2020 [veraltet] keine Abfälle mehr auf Deponien zu entsorgen.
Der Siedlungsabfall in China besitzt einen hohen Organik- und Wasseranteil. Im Nordwesten Chinas lag der Feuchtigkeitsgehalt der Abfälle im Jahr 2015 bei rund 46 %, in Nord- und Südchina bei rund 58 %. Somit wird bei der Deponierung ein hoher Anteil an feuchten biogenen Abfallfraktionen produziert, die wiederum klimarelevantes Deponiegas erzeugen.

#### Illegale Deponien
Im Jahr 2015 waren zwei Drittel der Klein- und Mittelstädte Chinas von Mülldeponien mit teilweise illegalen Müllkippen geradezu „belagert“. Ein Viertel dieser Städte hat nicht genügend Fläche für die Entsorgung. Pekings Einwohner bezeichnen die 400–500 illegalen Mülldeponien am Stadtrandgebiet als die „7. Ringstraße“.

#### Auswirkungen auf die Umwelt
Aufgrund der feuchten biogenen Abfallfraktionen verschlechtert sich die Qualität des Sickerwassers. Bei rund 47 % der Müllkippen in China wurde die Entsorgung des Deponiesickerwassers vernachlässigt. 10 % der Mülldeponien haben das Sickerwasser in das Kanalsystem entsorgt und 20 % der Müllkippen haben für die Entsorgung biochemische Verfahren verwendet.
In China werden bei der Abfalldeponierung aufgrund eines mangelhaften Gasrückgewinnungssystems Treibhausgase wie Ammoniak (NH3), Kohlendioxid (CO2) und Methan (CH4) frei. Aus Umwelt- und finanziellen Gründen versucht das Land daher, durch Methankraftwerke Strom zu erzeugen. Die Deponie Shuige zählt zu den größten Deponien von Nanjing (Jiangsu Provinz). Durch die Zusammenarbeit mit dem französischen Unternehmen Veolia Environnement S.A. wurde ein Methankraftwerk errichtet, das den Strombedarf von 15.000 Haushalten abdecken kann. Weitere solche Anlagen werden in Hangzhou, Guangzhou, Nanjing, Xi’an, Peking, Changsha, Wuxi und in der Provinz Jinan gebaut.

#### Elektroschrott-Deponien

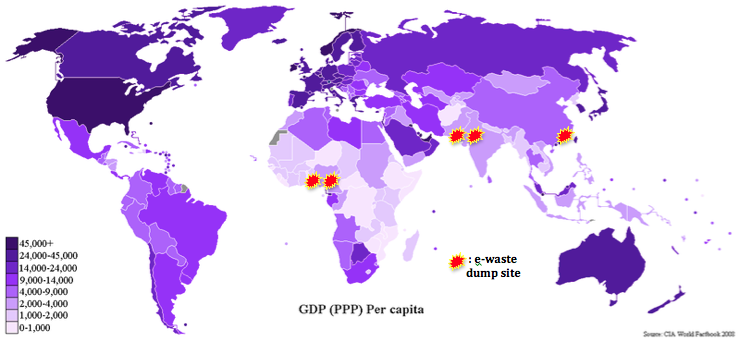
Elektronikschrott pro Kopf weltweit und bekannte Großdeponien

Für die Entsorgung von Elektroschrott ist in China eine der größten Elektroschrott-Deponien der Welt in Guiyu in der Provinz Guangdong entstanden. Diese Deponie wird auch als „elektronischer Friedhof der Welt“ bezeichnet und gehört zu den gefährlichsten Deponien weltweit. Schon bei Säuglingen wird in dieser Region eine erhöhte Bleikonzentration im Blut aufgewiesen. Mehr als 5.000 Familienbetriebe versuchten dort, durch Sortierung und Recycling des Abfalls Geld zu verdienen. Nicht recycelbarer Elektroschrott wird mit giftigen Chemikalien in Müllkippen entsorgt. Dies hat enorme umweltschädliche Auswirkungen in Boden und Wasser. Nach Dekreten etwa 2005, die offene Feuer verboten, und Errichten eines Industrieparks etwa seit 2015 wurde die Umweltbelastung für die Arbeiter als auch für die Luft deutlich verbessert.

### Müllverbrennung
Im Jahr 2016 gab es 231 Müllverbrennungsanlagen in China. Die Hauptstadt Peking besaß davon allein 28.  Die chinesische Regierung setzt den Fokus auf Müllverbrennungsanlagen hauptsächlich aus zwei Gründen. Zum einen werden die für Deponien verfügbaren Flächen immer knapper. Die schlechte technische Ausstattung der Deponien (fehlende Filteranlagen, mangelhafter Grundwasserschutz und CO2-Emissionen) ist ein weiterer Grund für die Förderung von Müllverbrennungsanlagen, die bei dem gegenwärtig noch relativ niedrigen technologischen Standard umweltfreundlicher sind als Mülldeponien. Die Regierung hat sich zum Ziel gesetzt, bis 2030 fast ein Drittel ihres Mülls durch Müllverbrennungsanlagen zu entsorgen. Besonders in den Küstenprovinzen Jiangsu, Zhejiang, Fujian, Guangdong und Shandong sowie in den Binnenprovinzen Hebei, Shanxi, Anhui, Hubei, Hunan und Sichuan ist gegenwärtig der massive Aufbau von Müllverbrennungsanlagen geplant. Allein die Provinz Zhejiang hat vor, bis Ende 2020 40 weitere Müllverbrennungsanlagen zu bauen.  Die bis 2020 benötigten 800 weiteren Anlagen dieser Art sollen häufig in Form von Public-Private Partnerships (PPP) errichtet werden, d. h. entweder als BOT- (build, operate, transfer) oder als BOO-Projekte (build, operate, own). Aufgrund der ungünstigen Mülleigenschaften hat China jedoch Schwierigkeiten, eine effiziente Befeuerung der Müllverbrennungsanlagen zu erreichen. Der Siedlungsabfall, der einen hohen Organik- und Wasseranteil hat, führt zu einem sehr niedrigen Heizwert und zu einer ineffizienten Auslastung der Müllverbrennungsanlagen. Somit werden die ökologischen und energetischen Potenziale dieses Verfahrens nicht ausreichend ausgeschöpft.

#### Müllentsorgungsunternehmen
In China gibt es zehn große Müllentsorgungsunternehmen, die mit ihren Müllverbrennungsanlagen zusammen mehr als 200.000 t Müll pro Tag entsorgen können. Sie machen 80,4 % des gesamten Marktes aus. Die Vorgabe des 13. Fünfjahres-Plans lautet, in den nächsten Jahren die Verbrennungskapazität der Müllverbrennungsanlagen auf 467.000 t pro Tag zu erreichen. Das größte Unternehmen ist die Hangzhou Jinjiang Group Co. Ltd., die durch ihre Anlagen 43.688 t Müll pro Tag entsorgen kann. Dies entspricht etwa 15,38 % der gesamten Waste-to-Energy (WtE)-Verbrennungskapazität in China. Weitere bekannte Unternehmen in Chinas Abfallindustrie sind die China National Environmental Protection Corp., die Shanghai Environment Group Co. Ltd., die China Everbright International Co. Ltd. und die Zhejiang Weiming Environmental Protection Co. Ltd.
China plant, die weltgrößte Müllverbrennungsanlage zu bauen. Hierzu hat das chinesische Unternehmen Shenzhen Energy Environment Engineering Co. Ltd. mit dem Unternehmen Keppel Seghers Belgium N.V. einen Vertrag über 26,7 Millionen US-Dollar unterzeichnet. Diese Müllverbrennungsanlage soll in Shenzhen, Provinz Guangdong, errichtet werden und noch im Jahr 2018 einsatzbereit sein.

#### Proteste
Durch die Verbrennung von Siedlungsabfällen wird eine hohe Konzentration von Flugasche emittiert. Die Flugaschen in China gehören zum Sonderabfall, da sie eine hohe Konzentration von giftigen Schwermetallen sowie chlororganischen Verbindungen, Dioxine und Furan enthalten. Laut Prognose werden in den nächsten fünf Jahren über 5 Mio. t Flugasche in diesem Land produziert. Der starke Ausbau an Müllverbrennungsanlagen in China besitzt daher ein Dilemma. Einerseits wird er von der Politik befürwortet und durch finanzielle Anreize der Regierung unterstützt, andererseits wird er von der Öffentlichkeit teilweise missverstanden, abgelehnt und im Extremfall mit Widerständen und Protesten bekämpft.
Aufgrund der Errichtung der weltgrößten Verbrennungsanlage in Shenzhen sowie der zunehmenden Verbreitung von Müllverbrennungsanlagen in China fanden in den vergangenen Jahren in den Provinzen Guangdong, Hubei, Hunan, Shandong, Hainan, Jiangxi und Zhejiang Proteste statt. Die Einwohner aus diesen Provinzen befürchten, dass diese Müllverbrennungsanlagen eine hohe Menge an giftigen Schadstoffen ausstoßen werden.

### Recycling
Seit Jahren wird bemängelt, dass China ein unterentwickeltes Recyclingsystem hat, da im Jahr 2000 beispielsweise nur 20 % des Mülls behandelt wurde. China möchte bis 2020 eine Recyclingrate von 35 % erzielen.

### Küchenabfälle
In China wird Küchenabfall als eine eigene Abfallart kategorisiert. Das jährliche Aufkommen beträgt etwa 30 Mio. t, wobei rund 80 % als Futtermittel für Schweine verwendet werden. Der 13. Fünfjahres-Plan sieht bei der Behandlungskapazität für Küchenabfälle 34.400 t pro Tag vor.
Die „Förderung der Ressourcenschonung und der intensiven Nutzung“ stellt die gefahrlose Nutzung und Behandlung von Küchenabfällen in den Blickpunkt. Laut dem Ministerium für Landwirtschaft und Angelegenheiten des ländlichen Raums (MOA) soll es strengere Kontrollen bei der Entsorgung des Küchenabfalls aufgrund der Gefahr der Übertragung des Virus der Maul- und Klauenseuche geben. Weiterhin soll die illegale Wiederverwertung von Speiseöl zu Gossen-Öl unterbunden werden.
Gossen-Öl wird kommerziell wieder aufbereitet und an Straßenverkäufer und kleine inoffizielle Läden weiterverkauft, die dieses aufbereitete Gossen-Öl als Speiseöl verwenden. Laut einem Artikel der Washington Post vom Jahr 2013 basiert in China ein Zehntel des Speiseöls auf Gossen-Öl. In China werden neue Ansätze für die Wiederverwertung von Gossen-Öl getestet. So fand im März 2015 in China ein erster Flug mit einem in Teilen von Gossen-Öl angetriebenem Flugzeug statt. Die Hainan Airlines flog eine Passagiermaschine von Shanghai nach Peking unter Verwendung eines 50/50-Gemischs von Biodiesel aus Altspeiseöl und von traditionellem Flugzeugtreibstoff.
Küchenabfälle dienen als Futtermittel bei der Zucht von Kakerlaken. Eine Kakerlakenfarm in Jinan, Provinz Shandong, entsorgt mit rund 300 Mio. amerikanischen Kakerlaken (Periplaneta americana) im Jahr 2017 etwa 15 t Küchenabfall pro Tag. Überschüssige gezüchtete Kakerlaken werden aufgrund ihres hohen Proteingehalts als Futtermittel für Hühner weiter verwendet. Diese Entsorgungsmethode stellt eine Annäherung an die Kreislaufwirtschaft dar. Der Bau weiterer Kakerlaken-Farmen ist geplant. Ursprünglich war die Züchtung von Kakerlaken für die Pharmaindustrie gedacht, jetzt dienen sie der Abfallindustrie. Im Jahr 2013 gab es in China rund 100 große Kakerlaken-Farmen. Die größte Kakerlaken-Farm befindet sich in Xichang, Sichuan Provinz, wo sechs Mrd. Kakerlaken pro Jahr für die Pharmaindustrie gezüchtet werden. Auf Kakerlaken basierende Medikamente sollen unter anderem gegen chronische Magenbeschwerden helfen.

## Maßnahmen der chinesischen Regierung

### 13. Fünfjahres-Plan (2016 bis 2020)
Im Rahmen des 13. Fünfjahres-Plans (2016 bis 2020) beabsichtigt die chinesische Regierung, über 38 Mrd. US-Dollar in die Abfallwirtschaft zu investieren. Für die umweltschonende Behandlung von Siedlungsabfällen werden dabei knapp 25,7 Mrd. US-Dollar investiert. Rund 3,9 Mrd. US-Dollar werden für Müllsammlung und -transport aufgewendet, für den Bau von Recycling- und Sortieranlagen 1,4 Mrd. US-Dollar. Weitere 2,8 Mrd. US-Dollar werden für die Behandlung von Küchenabfällen eingesetzt.
Bis 2020 benötigt das Land nach diesem Plan 800 weitere Müllverbrennungsanlagen für seine Abfallwirtschaft. Ein weiterer Schwerpunkt Chinas ist die weitere Entwicklung der Kreislaufwirtschaft. Schon im 12. Fünfjahres-Plan betonte die chinesische Regierung den Wert einer Kreislaufwirtschaft für ihre Abfallindustrie. Im derzeitigen Fünfjahres-Plan setzt die Regierung sogar auf eine „starke Entwicklung der Kreislaufwirtschaft“. Die Staatsführung erarbeitete bereits im Jahr 2008 das Kreislaufwirtschaftsgesetz Circular Economy Promotion Law, das im Januar 2009 in Kraft gesetzt wurde.
Ein weiterer Fokus der chinesischen Regierung liegt auf der Müllsortierung. Zu Beginn des 13. Fünfjahres-Plans veröffentlichte das Ministerium für Wohnungswesen und Städtebau das Abfallklassifikationssystem Compulsory Waste Classification System. Für dieses Projekt wurden 43 Städte selektiert, die eine effektive Mülltrennung erreichen sollen. Ziel ist, eine Trennrate von mehr als 90 % zu erreichen. Auch werden weitere Maßnahmen bei Müllsammlung und -transport unternommen. Ein System für die Müllsammlung und den Mülltransport soll mit einer täglichen Kapazität von 440.000 t errichtet werden. Durch die Einführung verbesserter Behälter und Kompressoren sollen die Abfallsammelfahrzeuge aus Umwelt- und Kostengründen technisch verbessert werden.

## Müll-Importverbot
China ist der weltgrößte Müll-Importeur. Rund 56 % der weltweit exportierten Plastikabfälle landeten dort jährlich. Seit ungefähr 30 Jahren importierte China Müll aus aller Welt, zum einen wegen finanzieller Anreize und zum anderen aufgrund von Mangel an Rohstoffen. Es ist in der Regel preiswerter und weniger aufwändig, Sekundärrohstoffe zu recyceln, als sie komplett neu zu produzieren. Im Jahr 2016 wurden rund 7,3 Mio. t Plastikmüll nach China exportiert, alleine 1,6 Mio. t davon kamen aus Europa. Das Volumen von 7,3 Mio. t entsprach einem Wert von 3,7 Mrd. US-Dollar. Der weltgrößte Müllexporteur sind die Vereinigten Staaten mit einem gesamten Exportvolumen von 5,6 Mrd. US-Dollar im Jahr 2016. Darüber hinaus gingen jährlich über 70 % der weltweiten Elektronikabfälle nach China.
Im Juli 2017 informierte China die Welthandelsorganisation (WTO) über ein Importverbot von 24 Abfallarten. Darunter fallen unsortierter Plastikabfall, Altpapier mit maximalem Verunreinigungsgrenzwert von 0,5 % sowie Metall- oder Elektroschrott und Textilien. Dieses Müll-Einfuhrverbot Chinas ist Teil der National Sword-Kampagne. Bereits im Jahr 2013 wurden im Rahmen der sogenannten Green-Fence-Politik strengere Kontrollen bei den Wertstoffimporten durchgeführt, um die Qualität importierter Abfälle zu verbessern. Vom chinesischen Ministerium für Ökologie und Umwelt wurde mitgeteilt, dass China beschlossen hat, „die Einfuhr von Abfällen, die durch einheimische Ressourcen ersetzt werden können, vor Jahresende 2019 ganz einzustellen“. Im März dieses Jahres wurden von dem chinesischen Ministerium für Ökologie und Umwelt ein „Aktionsplan 2018–2020“ zur Überwachung des Müllimports sowie ein weiterer Aktionsplan zur Kontrolle von Umweltverschmutzung entwickelt. Zusätzlich zum Importverbot der 24 Abfallarten hat die chinesische Regierung neue Einschränkungen erhoben. Am 19. April 2018 kündigte das chinesische Ministerium für Ökologie und Umwelt an, dass China ab Dezember 2018 die Einfuhr von 16 Festabfallarten sowie ab Dezember 2019 die Einfuhr von weiteren 16 festen Abfallarten verbieten wird. Insgesamt wird damit ab Dezember 2019 der Import von 32 Arten von Sekundärrohstoffen verboten sein. Verbotene Abfallmaterialien sind hauptsächlich Kunststoffabfälle, d. h. Produktionsabfälle aus Polyethylen, Polystyrol, PVC, PET und weitere Kunststoffe, die ab Ende dieses Jahres nicht mehr nach China exportiert werden dürfen. Zusätzlich zu Kunststoffabfällen wird auch der Import von kompaktierten (zusammengepressten) Altfahrzeugen und Altgeräten, von kleinen Elektromotoren, von Eisenerzschlacke und bestimmten Schiffen zum Abwracken verboten. Ab Ende 2019 sind Edelstahlschrotte und Holzschnitzel sowie Abfälle aus verschiedenen Formen von Nichteisenmetall verboten.
Durch die Maßnahmen der chinesischen Regierung wurde die Müllimportmenge im ersten Halbjahr des Jahres 2018 um 56 % im Vergleich zum Vorjahr reduziert. Die chinesische Regierung versucht, die Einfuhr der Müllimporte durch erhöhte Kontrollen von Einfuhrlizenzen sowie durch Maßnahmen bei Verstößen gegen Umweltschutzgesetze durch Abfallverarbeitungsbetriebe zu reduzieren. Zusätzlich wurde der Müllschmuggel reduziert. Im Mai 2018 wurden 137.000 t illegaler Müllimporte beschlagnahmt.
Laut dem US-amerikanischen Recyclingverband ISRI (Institute of Scrap Recycling Industries) werden diese Importverbote maßgebliche Auswirkungen auf die globalen Lieferketten haben. Nicht nur die Vereinigten Staaten sind vom chinesischen Einfuhrverbot betroffen, sondern auch unter anderem Kanada, Vereinigtes Königreich, Deutschland, Niederlande. Eine Zwischenlösung zur Kompensation dieses Einfuhrverbots ist es, den Abfall in andere Länder in Südost- und Südasien und in den Mittleren Osten zu exportieren, im ersteren Fall z. B. nach Vietnam, Malaysia, Indonesien oder Indien. Jedoch ist kein einziger dieser Märkte mit China in Bezug auf die Größe der dortigen Müll-Verarbeitungskapazität vergleichbar.

## Weiterführende Literatur
- J. Hu, J. Zhang: 废品生活: 垃圾场的经济、社群与空间. Chinese University Press, Hong Kong 2016, ISBN 978-962-996-649-2.
- A. Minter: Junkyard Planet – Travels in the Billion-Dollar Trash Trade. Bloomsbury, New York 2013, ISBN 978-1-60819-791-0.
- A. Pariatamby, M. Tanaka: Municipal Solid Waste Management in Asia and the Pacific Islands. Springer Singapore, Singapore 2014, ISBN 978-981-4451-72-7.
- E. Sternfeld: Routledge Handbook of Environmental Policy in China. Routledge, London 2017, ISBN 978-1-317-56801-8.
- L. Wang, X. Ren: Development of solid waste management in China. LAP Lambert Academic Publishing, Saarbrücken 2015, ISBN 978-3-659-78395-1.
- M. Yamamoto, E. Hosoda: The Economics of Waste Management in East Asia. Routledge, London 2016, ISBN 978-1-317-61658-0.
- X. Zou: Municipal Solid Waste Management in China. LAP Lambert Academic Publishing, Saarbrücken 2016, ISBN 978-3-330-01155-7.